# Isla San Francisco (Paraguay)
Isla San Francisco es el nombre que recibe una isla fluvial en el centro del país sudamericano de Paraguay. Es una reserva ecológica que mide 15 kilómetros de largo por 5 de ancho y que administrativamente constituye una parte de la ciudad de Limpio al norte del Departamento Central.
Localizándose specíficamente en las coordenadas geográficas -25.136211,-57.517766 17 kilómetros al noreste de la capital Asunción.